# Betpakdalita-CaMg
La betpakdalita-CaMg és un mineral de la classe dels fosfats, que pertany al grup de la betpakdalita. Rep el nom pel desert de Betpakdala, al Kazakhstan, on es troba la seva localitat tipus.

## Característiques
La betpakdalita-CaMg és un molibdat de fórmula química [Ca₂(H₂O)17Mg(H₂O)₆][Mo₈As₂Fe₃3+O36(OH)]. Va ser aprovada com a espècie vàlida per l'Associació Mineralògica Internacional l'any 2011, i la primera publicació data d'un any més tard. Cristal·litza en el sistema monoclínic.

## Formació i jaciments
Va ser descoberta al nivell 35 de la mina Tsumeb, situada a la localitat homònima de la regió d'Otjikoto, a Namíbia, on sol trobar-se associada a escorodita, quars i djurleïta. Posteriorment també ha estat trobada a Sadisdorf (Saxònia, Alemanya) i a la mina d'estany d'Elsmore, a Nova Gal·les del Sud (Austràlia). Aquests són els tres únics indrets a tot el planeta on ha estat descrita aquesta espècie mineral.